# Sienna Guillory
Sienna Tiggy Guillory, född 16 mars 1975 i Kettering, Northamptonshire, England,  är en brittisk skådespelare och fotomodell. 
Guillory är bland annat känd för rollen som titelrollen i TV-filmen Sköna Helena av Troja och som Arya i filmen Eragon.

## Biografi
Guillory studerade vid Gresham's School i Norfolk 1991-1993. Hon fick sitt genombrott 2000 i TV-serien Ta en flicka som du. Hon röstades fram på plats 89 i tidskriften Maxims lista 2002 över värdens vackraste kvinnor.
Hon var gift med skådespelaren Nick Moran mellan 1997 och 2000 och gifte sig senare med skådespelaren Enzo Cilenti.

## Filmografi (urval)
- 2000 – Ta en flicka som du (TV-serie)
- 2002 – The Time Machine
- 2003 – Love Actually
- 2003 – Sköna Helena av Troja (TV-film)
- 2004 – Resident Evil: Apocalypse
- 2005 – Agatha Christies Marple (TV-serie) (1 avsnitt)
- 2006 – Eragon
- 2008 – Bläckhjärta
- 2008 – Criminal Minds (TV-serie) (2 avsnitt)
- 2010 – CSI: Crime Scene Investigation (TV-serie) (1 avsnitt)
- 2010 – Resident Evil: Afterlife (cameo)
- 2012 – Resident Evil: Retribution
- 2013 – Luther (TV-serie) (4 avsnitt)
- 2015–2018 – Fortitude (TV-serie) (24 avsnitt)
- 2023 – Silo (TV-serie) (2 avsnitt)
- 2023 – The Meg 2: The Trench